# Juryj Sabalotny
Juryj Sabalotny (belarussisch Юрый Забалотны; englisch Yury Zabalotny; * 24. Februar 1997) ist ein belarussischer Sprinter.

## Sportliche Laufbahn
Erste internationale Erfahrungen sammelte Juryj Sabalotny im Jahr 2013, als er beim Europäischen Olympischen Jugendfestival (EYOF) in Utrecht mit 11,40 s im 100-Meter-Lauf in der ersten Runde ausschied und mit der belarussischen 4-mal-100-Meter-Staffel in 43,48 s den sechsten Platz belegte. 2019 scheiterte er bei den U23-Europameisterschaften in Gävle mit 10,87 s in der ersten Runde und belegte mit der Staffel in 39,99 s Rang fünf. 2021 startete er im 60-Meter-Lauf bei den Halleneuropameisterschaften in Toruń und schied dort mit 6,79 s in der ersten Runde aus. Anfang Mai verpasste er bei den World Athletics Relays im polnischen Chorzów mit 40,01 s den Finaleinzug mit der belarussischen 4-mal-100-Meter-Staffel.
2020 wurde Sabalotny belarussischer Meister im 100-Meter-Lauf sowie in der 4-mal-100-Meter-Staffel und 2021 siegte er über 200 m. 2020 und 2021 wurde er zudem Hallenmeister im 60-Meter-Lauf.

## Persönliche Bestleistungen
- 100 Meter: 10,32 s (+0,1 m/s), 31. Juli 2020 in Minsk
  - 60 Meter (Halle): 6,72 s, 12. Februar 2021 in Mahiljou
- 200 Meter: 20,87 s (+1,9 m/s), 26. Juni 2020 in Minsk
  - 200 Meter (Halle): 21,79 s, 26. Februar 2022 in Mahiljou